# Gavaudan
Gavaudan (fl. 1195 circa-1215, conosciuto nel 1212-1213) è stato un trovatore alverniate e soldato mercenario (soudadier) al servizio delle corti sia di Raimondo V che di Raimondo VI di Tolosa e successivamente di quella di Castiglia.
Originario del Gévaudan, come allude il suo nome (probabilmente un soprannome), scrisse poesie liriche di carattere moralistico, religiose o politiche. Ci sono pervenuti dieci dei suoi componimenti, tra cui cinque sirventes, due pastorelas, una canso, un planh per una anonima domna (signora) e una canzone di crociata. Egli viene talvolta raggruppato in una primitiva "scuola" marcabruniana di poesia a fianco di Bernart Marti, Bernart de Venzac e Peire d'Alvernhe. Gavaudan sviluppa uno stile ermetico, combinando elementi del trobar ric e del trobar clus. 

## Pastorelas
Gavaudan compone due pastorelas solitamente datate intorno al 1200: Desamparatz, ses companho e L'autre dia, per un mati. Sono uno dei i primi e più semplici esempi di un sottogenere di pastorela che si rifà ai temi delle più antiche pastorelas (in cui la pastora d'altri tempi poteva essere facilmente sedotta dal nobiluomo) e a quelli di Marcabru e la sua scuola, dove l'arguta pastora respinge i cavalieri balordi, mischiando entrambi i temi arcaici in uno, e dove insieme al cavaliere ha una relazione amorosa. In Gavaudan, il cavaliere e la pastora si rivolgono l'uno all'altra al riparo dalla desolazione delle loro vite normali e il loro amore è vero, ma non amor cortese. 
Gavaudan percepisce se stesso come un innovatore, come mette in rilievo la sua poesia Ieu no sui pars als autres trobadors ("Io non sono come gli altri trovatori"). Questa poesia è il "manifesto" della sua poetica, laddove dichiara che la sua opera è solo intesa ad esser chiara als bos entendedors: "ai buoni ascoltatori (ovvero, ai buoni intenditori, a coloro che sono in grado di capire)". 

## Canzone di crociata
La canzone di crociata di Gavaudan, Senhor, per nostres peccatz, è stata variamente datata, al 1195 o al 1210–1212. La natura della canzone è un'"invocazione all'intera Cristianità" per intraprendere la Reconquista in Spagna. È stata senza lacun dubbio scritta in seguito alla caduta di Gerusalemme per mano del Saladino nel 1187, poiché fa riferimento a quell'evento. Se fosse stata scritta nel 1195, la data risulterebbe probabilmente prima della battaglia di Alarcos (il 19 luglio), dove Alfonso VIII di Castiglia viene sconfitto dal sultano del Marocco almohade, Abu Jusuf. Gavaudan menziona Alfonso VIII in un'altra canzone, Lo vers dech far en tal rima. 
La data posteriore (1210–1212) colloca le canzoni alla vigilia della battaglia di Las Navas de Tolosa (16 luglio 1212). Considerando che Abdullah Muhammad al-Nasir, successore di Abu Jusuf in Marocco, aveva attraversato l'Andalusia il 16 marzo del 1211, è probabile che la canzone fosse stata scritta tra questa data e la battaglia. A sostegno della data posteriore vi sono le allusioni nella poesia al sarcasmo del reys de Marroc, probabilmente riferito alla spacconeria di al-Nasir che vorrebbe mettersi in marcia alla volta di Roma e purificare la Basilica di San Pietro con la spada di Maometto. È probabile che Gavaudan si sentisse personalmente minacciato, poiché la marcia verso Roma avrebbe senza dubbio implicato il 
passaggio attraverso l'Occitania dei mori, i quali nella sua poesia perciò dicono 
La prova che la canzone di crociata possa essere collocata dopo Alarcos è il sentimento espresso nei versi 51–54 riguardo al fatto che essendo gli i regni ispanici tra l'Occitania e i mori stati sconfitti, toccherà adesso agli uomini a nord dei Pirenei di riprendere dunque in mano la Reconquista, tra cui Gavaudan menziona:
Quest'ultimo riferimento porrebbe dunque Gavaudan in un contingente provenzale sempre a fianco di Alfonso in Spagna; il suo sirventes vien scritto per un pubblico occitano, nella speranza che si venissero a sommare gli sforzi nella lotta contro i mori. La data del gennaio 1212 è stata postulata in modo da dare a Gavaudan abbastanza tempo al suo componimento di sortire il suo effetto. Alcuni studiosi (Saverio Guida, per esempio) sostengono la datazione 1196–1197. La tornada della poesia contiene la predizione di Gavaudan per l'esito dello scontro: 
| Profeta sera.n Gavaudas qu.el dig er faitz, e mortz als cas! e Dieus er honratz e servitz on Bafometz era grazitz. | Profeta sarà Gavaudan che 'l suo detto sarà fatto: morte a' cani! E sarà Dio onorato e servito dove ora è Bafometto gradito. |

## Crociata albigese
Soltanto una delle canzoni di Gavaudan, oltre a Senhor, per nostres peccatz, può essere datata con tutta sicurezza: A la plus longa nuech de l'an. In questa canzone Gavaudan difende verbalmente il conte di Tolosa, l'allora Raimondo VI, dalla crociata albigese intrapresa contro di lui. Tre riferimenti la collocano nel tempo (1213 ca.) e nello spazio (Tolosa), uno dei quali al conte come ducx, coms, marques ("duca, conte, margravio"), un triplice titolo che si riferisce al fatto che i conti di Tolosa fossero anche Duchi di Narbona e Margravi di Provenza. Un secondo riferimento è ai "bianchi folli", quasi certamente la Confraternita Bianca, una milizia istituita a Tolosa da Folchetto di Marsiglia, precedente trovatore e allora vescovo, nel 1211, con lo scopo di reprimere l'eresia. Il terzo riferimento è al fatto che "si fosse sottratto alla sua legittima sovranità per quanto concerne la sua parte", probabilmente un'allusione a Simon di Montfort il Vecchio, il quale nel gennaio del 1213 venne redarguito da papa Innocenzo III per essersi impadronito della Contea di Comminges e della Viscontea di Béarn "sotto l'alibi della religione".

### Opere

#### Cansos
- Patz passien ven del Senhor (canzone religiosa)
- Senhors, per los nostres peccatz (canzone di crociata)

#### Pastorelas
- Dezamparatz, ses companho
- L'autre dia, per un mati

#### Planh
- Crezens, fis, verays et entiers

#### Sirventes
- A la pus longa nuech de l'an
- Aras, quan plou e yverna[8] (di Bertran de Preissac; solo nel ms. C attribuito a Gavaudan)
- Ieu no suy pars als autres trobadors
- Lo mes e·l temps e l'an deparc
- Lo vers dech far en tal rima
- Un vers vuelh far, chantador